# Toscal Club de Fútbol
El Toscal Club de Fútbol fue un club de fútbol del barrio de El Toscal en la ciudad de Santa Cruz de Tenerife. Fue el tercer equipo canario en llegar a Tercera División, tras Club Deportivo Tenerife y Unión Deportiva Las Palmas. Es considerado como uno de los clubs más históricos de Canarias.

## Historia

### Inicios
Fue fundado con el nombre de Oriente Club de Fútbol y contaba con un filial denominado Atlético Toscal. Con la desaparición del equipo de fútbol del Club Deportivo Iberia en 1950 se convierte en el equipo representativo del barrio.
En 1958 cambia su nombre por el de Toscal Club de Fútbol.

### Años 1970
En esta época el Toscal Club de Fútbol escribe una de las mejores páginas de su historia. Queda campeón en su debut en la recién creada Liga de Preferente Canaria en la temporada 1975/76. Al año siguiente vuelve a quedar campeón y consigue ascender a Tercera División. Este ascenso convirtió al Toscal Club de Fútbol en el primer equipo canario en seguir los pasos del Club Deportivo Tenerife y Unión Deportiva Las Palmas y llegar a las categorías nacionales. En su llegada al fútbol nacional comparte el Grupo IV con equipos históricos como el Albacete Balompié, CD Leganés o CD Toledo, venciendo a todos en la isla. Permanece tres años en la Tercera División, descendiendo en la Temporada 1979/80 tras quedar colista.

### Años 1980
La nueva década le deparó una sorpresa al Toscal Club de Fútbol con la creación del grupo canario de Tercera División, por lo que el club no bajo a preferente, sino que fue uno de los veinte fundadores del Grupo XII de la Tercera División. Ese año quedaría en una honrosa cuarta posición, pero al año siguiente quedó colista, arrastrando una grave crisis económica.
De vuelta en Preferente el equipo no pudo luchar por volver a Tercera, y en dos años volvió a descender a Primera Regional y desapareció. El club ha sido refundado en un par de ocasiones con poco éxito.

## Temporadas
| Temporada             | División              | Posición              | Copa del Rey          |
| Toscal Club de Fútbol | Toscal Club de Fútbol | Toscal Club de Fútbol | Toscal Club de Fútbol |
| --------------------- | --------------------- | --------------------- | --------------------- |
| 1975/76               | Preferente            | 1º                    |                       |
| 1976/77               | Preferente            | 1º                    |                       |
| 1977/78               | 3ªNacional            | 8.º                   | 1ªElim.               |
| 1978/79               | 3ªNacional            | 12.º                  | 1ªElim.               |
| 1979/80               | 3ªNacional            | 20º                   | 1ªElim.               |
| 1980/81               | 3ªDivisión            | 4.º                   |                       |
| 1981/82               | 3ªDivisión            | 20.º                  | 1ªElim.               |
| 1982/83               | Preferente            | 16.º                  |                       |
| 1983/84               | 1.ª Regional          | 14.º                  |                       |
| 1984/85               | 1.ª Regional          | 13.º                  |                       |
| 1985/86               | 2.ª Regional          | 1º                    |                       |
| 1986/87               | 1.ª Regional          | 18.º *                |                       |
| 1987/88               | No compitió           | Desdés                |                       |
| 1998/99               | No compitió           | Hasta                 |                       |
| 1999/00               | 2.ª Regional          | 11.º                  |                       |
| 2000/01               | 2ªRegional            | 12º                   |                       |
| 2001/02               | 2.ª Regional          | 12.º                  |                       |
| 2002/03               | 2.ª Regional          | 3.º                   |                       |
| Toscal Anaga          |                       |                       |                       |
| 2003/04               | 2.ª Regional          | 13º                   |                       |
| 2004/05               | 2.ª Regional          | 13.º                  |                       |

### Datos del club
- Temporadas en 3ªDivisión: 5
- Temporadas en Preferente: 3
- Temporadas en 1ªRegional: 3
- Temporadas en 2ªRegional: 7

### Palmarés
- Campeonato de las Islas Canarias (1): 1976[3]
- Copa Heliodoro Rodríguez López (2): 1961, 1973.[4]
- Preferente de Tenerife (2): 1975/76, 1976/77.
- Campeonato de España de Aficionados (1): 1976/77.

### Trofeos amistosos
- Torneo de San Ginés: (1) 1978